# Deparia conilii
Deparia conilii är en majbräkenväxtart som först beskrevs av Adrien René Franchet och Paul Amédée Ludovic Savatier och som fick sitt nu gällande namn av Masahiro Kato.
Deparia conilii ingår i släktet Deparia och familjen Athyriaceae. Inga underarter finns listade hos Catalogue of Life.